# فلورنسا بالارد
فلورنسا بالارد (بالإنجليزية: Florence Ballard)‏ هي مغنية أمريكية، ولدت في 30 يونيو 1943 في ديترويت في الولايات المتحدة، وتوفي بنفس المكان في 22 فبراير 1976 بسبب خثار تاجي.

## وصلات خارجية
- فلورنسا بالارد على موقع IMDb (الإنجليزية)
- فلورنسا بالارد على موقع الموسوعة البريطانية (الإنجليزية)
- فلورنسا بالارد على موقع ميوزك برينز (الإنجليزية)
- فلورنسا بالارد على موقع إن إن دي بي (الإنجليزية)
- فلورنسا بالارد على موقع أول ميوزيك (الإنجليزية)
- فلورنسا بالارد على موقع ديسكوغز (الإنجليزية)